# Dvärgkowhai
Dvärgkowhai (Sophora prostrata) är en ärtväxtart som beskrevs av John Buchanan. Sophora prostrata ingår i släktet soforor, och familjen ärtväxter. Inga underarter finns listade i Catalogue of Life.